# Silves (Portugal)
Silves is een gemeente in het Portugese district Faro.
De gemeente heeft een totale oppervlakte van 679 km² en telde 33.830 inwoners in 2001.

## Plaatsen in de gemeente
- Alcantarilha
- Algoz
- Armação de Pêra
- Pêra
- São Bartolomeu de Messines
- São Marcos da Serra
- Silves
- Tunes